# Nagy Csaba (operatőr)
Nagy Csaba (Gyergyóremete, 1944. augusztus 8.) magyar operatőr.

## Életpályája
A Képző és Iparművészeti gimnázium fotó-szakán végzett 1962-ben, majd ugyanebben az évben pályázat útján került a Pannónia Filmstúdióba segédoperatőrnek. Ebben a minőségében Neményi Mária operatőr mellé osztották be, aki később a felesége lett. 1966-tól már önálló operatőrként dolgozott a Gusztáv-sorozatban. Ez az előrelépés munkája elismerését jelentette. Operatőrnek lenni a színvonalra sokat adó Pannónia Filmstúdióban, amely a hetvenes évektől erőteljes fejlődésnek indult, nagy állóképességet és minőségi munkát követelt. Az operatőri karrier az volt, ha az illető maradhatott és igényt tartottak a munkájára. Kezdetben bérmunkákban, s különböző magyar és külföldi sorozatokban dolgozott (Peti, Mézga család, La Fontaine-mesék, Cantinflas-show). Hosszú filmekben operatőr, vagy társoperatőr volt: a korai időszakban a Hugó, a vízilóban, majd a János vitézben, később a Macskafogóban. A műteremrendszer kialakításakor a legsikeresebb II-es műteremben dolgozott, 1994-es nyugdíjazásáig.

## Filmográfia
- Doktor Gusztáv (1966)
- Gusztáv jobban tudja (1966)
- Öt perc gyilkosság (1966)
- Ne ingereld az egeret (1967)
- Nyelvlecke (1967)
- Tendenciar (1967)
- A mozi (1968)
- A Mézga család különös kalandjai (rajzfilmsorozat) (1968-1969)

- A távszerviz (1968)
- A csodabogyó (1969)
- Memumo (1969)
- Autó-tortúra (1969)
- Sós lötty (1969)
- Szvit (1969)
- Várakozni jó (1969)
- Díszlépés (1970)
- Feleségképzés anno 1904 (1970)
- Rügyfakadás (1971)
- Mézga Aladár különös kalandjai (rajzfilmsorozat) (1972)

- Dilibolygó
- Masinia
- János vitéz (1973)
- Egér a Marson (1976)
- Hé, Te! (1976)
- Vakáción a Mézga család (rajzfilmsorozat) (1978)

- Vakáció!
- Habfürdő (egész estés rajzfilm) (1979) közreműködéseként
- Pumukli kalandjai (1982-1989)
- Macskafogó (egész estés rajzfilm) (1986)
- Albert mondja… a természet jobban tudja (1995)